# 佐々木充郭
佐々木 充郭（ささき みつひろ、1978年6月27日 - ）は、日本の脚本家、演出家、小説家。

## 経歴
北海道生まれ。2002年、バジリコ（F）バジオを旗揚げ。劇団では脚本・演出を担当。
その後、映像作品の脚本家や小説家として活動しており、2021年に小説「スクールポリス」が「青のSP―学校内警察・嶋田隆平―」としてテレビドラマ化された。

## 作品

### 小説
- ゴーストシャウト（2004年、竹書房）
- Knife（2015年、KADOKAWA）
- スクールポリス（2016年、ポプラ社）

### 脚本
- ゴーストシャウト（2004年、MMJ）
- ラクエンロジック パラドクスツイン（2016年 - 2018年、ブシロードワークス）
- 闇芝居（2018年 - 、テレビ東京） - 六期より参加
- 忍者コレクション（2020年、テレビ東京）
- 闇芝居(生)（2020年、テレビ東京）
- KJファイル（2022年 - 2023年、テレビ東京）